# Dodge Charger
Dodge Charger — культовий автомобіль виробництва компанії Dodge, що належить концерну Chrysler Corporation.

## Dodge Charger (B-body)
З 1966 по 1978 роки компанія Dodge під ім'ям Charger продавала задньопривідні Muscle car.
Ідея по його створенню зародилася разом з початком епохи «muscle car'ів», коли в 1964 році був випущений Pontiac GTO, що являв собою звичайне купе, оснащене потужним 335-сильним двигуном. Модель мала настільки велику популярність, що й інші американські виробники автомобілів вирішили створити подібні моделі. Концепт-кар Charger (1965) на основі Dodge Coronet отримав високі відгуки, і автомобіль відправився в серію.

### Перше покоління (1966–1967)

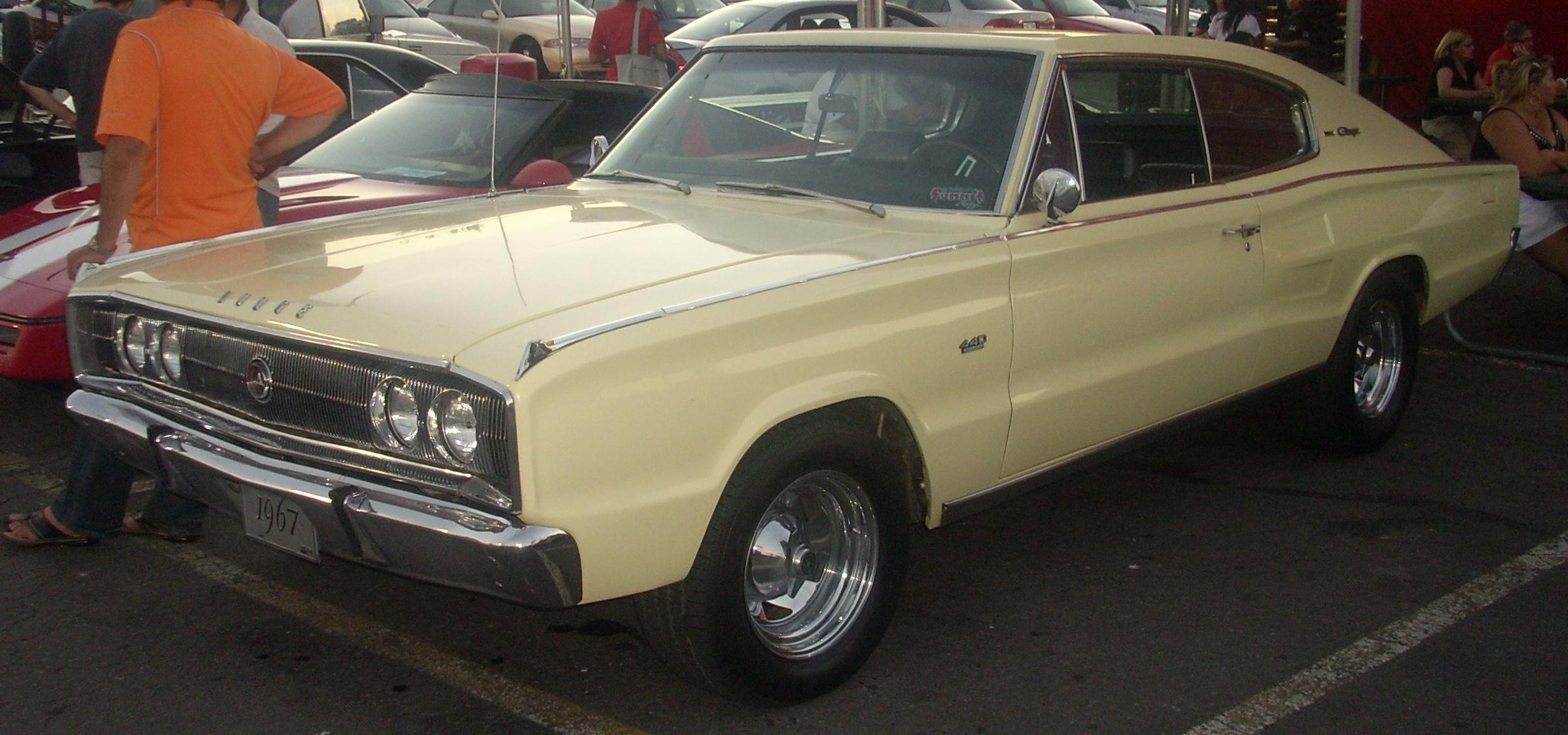
Dodge Charger 1 (1966–1967)

1 січня 1966 року на щорічному Rose Bowl Gameruen глядачам вперше був показаний "Dodge Charger" - новий флагманський автомобіль компанії Dodge. Головним дизайнером проекту був Карл Камерон (Carl Cam Cameron). Продаж почався в середині 1966 року.
У 1966 році характерною рисою Charger стає решітка радіатора "electric shaver" (англ. electric shaver - електробритва) - використані фари, що повністю приховуються, що не використовувалося Крайслером з 1942 року (на деяких моделях підрозділу DeSoto) - коли фари відкриті або закриті, грати виглядають цільною деталлю.
У салоні Dodge Charger встановлені чотири окремі анатомічні сидіння, довга консоль від передньої до задньої частини салону (повна консоль). Задні сидіння та частина консолі можна було скласти вперед, а перегородку багажника опустити назад, що дозволяло розмістити багаж усередині салону. Багато елементів були ексклюзивними - дверні панелі, підсвічування панелі приладів та інші.

Усі двигуни на вибір були V8. Шестициліндрові двигуни до 1968 року не пропонувалися.
Наприкінці 1966 року дилерами встановлювався як опція спойлер на кришці багажника (через правила участі в NASCAR). У 1966 році Dodge Charger був першим серійним автомобілем у США, обладнаний спойлером.
Загальний обсяг виробництва Dodge Charger у 1966 році становив 37344 одиниць.
Незважаючи на те, що початок продажів припав на середину 1966 року, дебют Dodge Charger був дуже вдалим. У 1967 році відбулися деякі зміни екстер'єру, а також став доступний вініловий дах. У салоні зникла повна довга консоль (через скарги клієнтів на незручність посадки та висадки з задніх місць). Роздільні ковшові сидіння були стандартними, а складний підлокітник був опцією, що дозволяє сидіти попереду трьох. Проте деякі експерти не переконані, що Dodge Charger першого покоління є безпечними машинами. Власники перших автомобілів скаржилися, що їм: «Кожної секунди доводилося ризикувати життям за кермом». Також широкого поширення набула чутка про загибель восьми людей у перший день продажу машин, але документально це не підтверджено.
Незважаючи на успіх у НАСКАР у 1966 році, продажі у 1967 році скоротилися наполовину (було продано лише 15788 Charger'ів).

### Друге покоління (1968–1970)

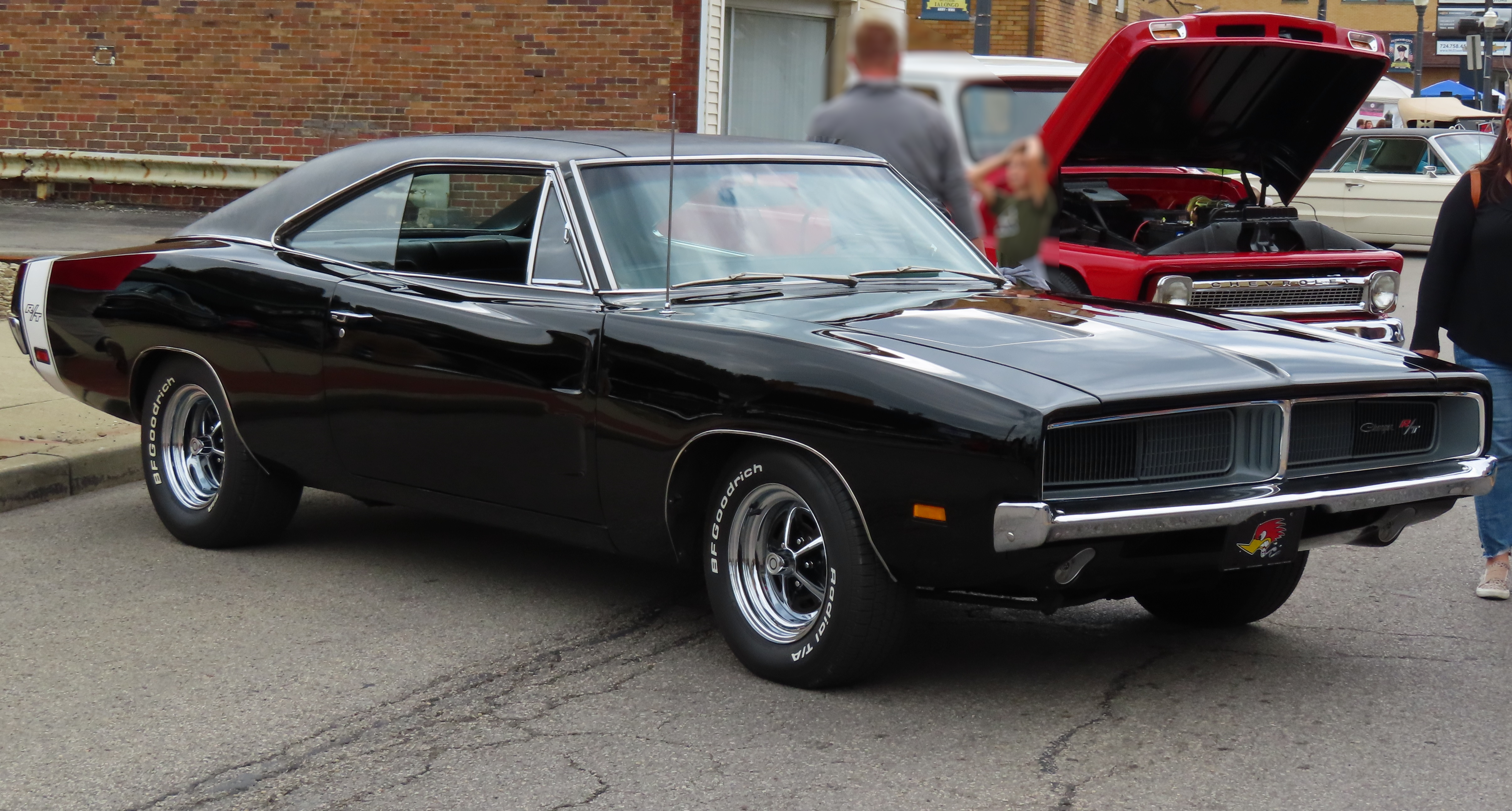
Dodge Charger 2 (1968–1970)

У 1968 році Dodge запланував рестайлінг усієї лінійки моделей і вирішив, що настав час розділити моделі Dodge Coronet і Dodge Charger ще більше. Стиль нового Dodge Charger, розроблений дизайнером Річардом Сіасом (Richard Sias), пізніше буде названий "Стиль пляшки Коки" ("Coke bottle styling"), оскільки профіль кузова нагадує вигини пляшки Кока-Кола.
Charger отримав повністю новий кузов типу «хардтоп-купе», серед відмінних рис якого — втоплене між стійками заднє скло і горловина бензобака у верхній площині лівого заднього крила. Він зберіг свої оригінальні грати з прихованими фарами, але фари, що повністю обертаються, з електроприводом були замінені на статичні, перед якими стояли поворотні кришечки з вакуумним приводом. Інтер'єр був серйозно перероблений - зокрема, автомобіль отримав суцільний диван ззаду замість роздільних сидінь, тахометр замість стандартного обладнання став опцією (а на тих машинах, де використовувався, поєднувався в одному циферблаті з годинником), покриття в багажнику замінено на вініловий килимок.
З метою подальшого підвищення іміджу автомобіля типу "muscle car" було додано новий пакет опцій під найменуванням R/T, що означало "Road/Track" (тобто між дорогою та треком). Індекс R/T ставився тільки на автомобілі з високою потужністю — Dodge Charger R/T з двигуном 440 Magnum (стандарт для R/T) або 426 Hemi (опція). При досить сильно навантаженій задній осі і великій ширині задніх покришок Dodge Charger, оснащений двигуном «440 Magnum», вдавалося підняти на задні колеса при старті «з двох педалей».
У 1968 році корпорація Chrysler запустила нову рекламну кампанію із зображенням бджоли із двигуном на спині. Ці автомобілі були названі "Scat Pack". Coronet R/T, Dodge Super Bee, Dart GTS та Charger R/T отримала «смуги джмеля» (дві тонкі смужки обрамляють дві товсті смуги). Вони могли бути видалені без будь-яких витрат. Ці зміни виявилися дуже популярними серед населення і допомогли продати у 1968 році 96100 Dodge Charger, у тому числі понад 17000 Dodge Charger R/T.
У 1969 році Dodge Charger було дещо змінено. Зовнішні зміни включали нову решітку радіатора з вертикальним клиноподібним роздільником посередині і нові задні ліхтарі у вигляді двох червоних смуг від дизайнера Harvey J. Winn (1968 ззаду було чотири круглі ліхтарі). Габаритні вогні на крилах змінилися з круглих на прямокутні. Була додана нова лінія обробки під назвою Special Edition (SE). Її можна було замовити окремо або разом із пакетом R/Т, у результаті виходив пакет R/T-SE. У пакеті SE додали шкіряні вставки на передніх сидіннях, хромовані молдинги та дерев'яні вставки на панелі приладів. До списку варіантів було додано люк, але він виявиться дуже рідкісною опцією — приблизно 260 проданих машин. Загальний обсяг виробництва, у 1969 року становив близько 89199 одиниць.
У 1969 році Dodge випустив дві рідкісні модифікації Dodge Charger: Dodge Charger 500 і Dodge Charger Daytona.
У 1970 році Dodge Charger знову зазнав незначних змін. Було впроваджено новий передній бампер у вигляді масивного обрамлення радіаторної решітки — яка, у свою чергу, отримала горизонтальний молдинг. Задні ліхтарі залишилися старими, але модифікації Dodge Charger 500 та Dodge Charger R/T отримали нові, привабливіші задні ліхтарі. Зміни в інтер'єрі включають нові високі спинки сидінь, панелі дверей також були переглянуті.
З'явився новий варіант двигуна - "440 Six Pack". З трьома двокамерними карбюраторами та потужністю 390 л. с. (291 кВт), він був однією з найекзотичніших установок на початку 1970-х років. "Six Pack" був на той час відомий - він був використаний в середині 1969 на Dodge Super Bee і двигуни "Hemi" його перевершували. Незважаючи на цей новий двигун, продажі знизилися знову (до 46576 одиниць), але це було пов'язано з виходом Dodge Challenger та високими страховими ставками. У сезоні NASCAR 1970 року Dodge Charger приніс більше перемог (10 перемог), ніж будь-який інший автомобіль, включаючи спеціальний Dodge Charger Daytona та Plymouth Superbird.

#### Dodge Charger 500

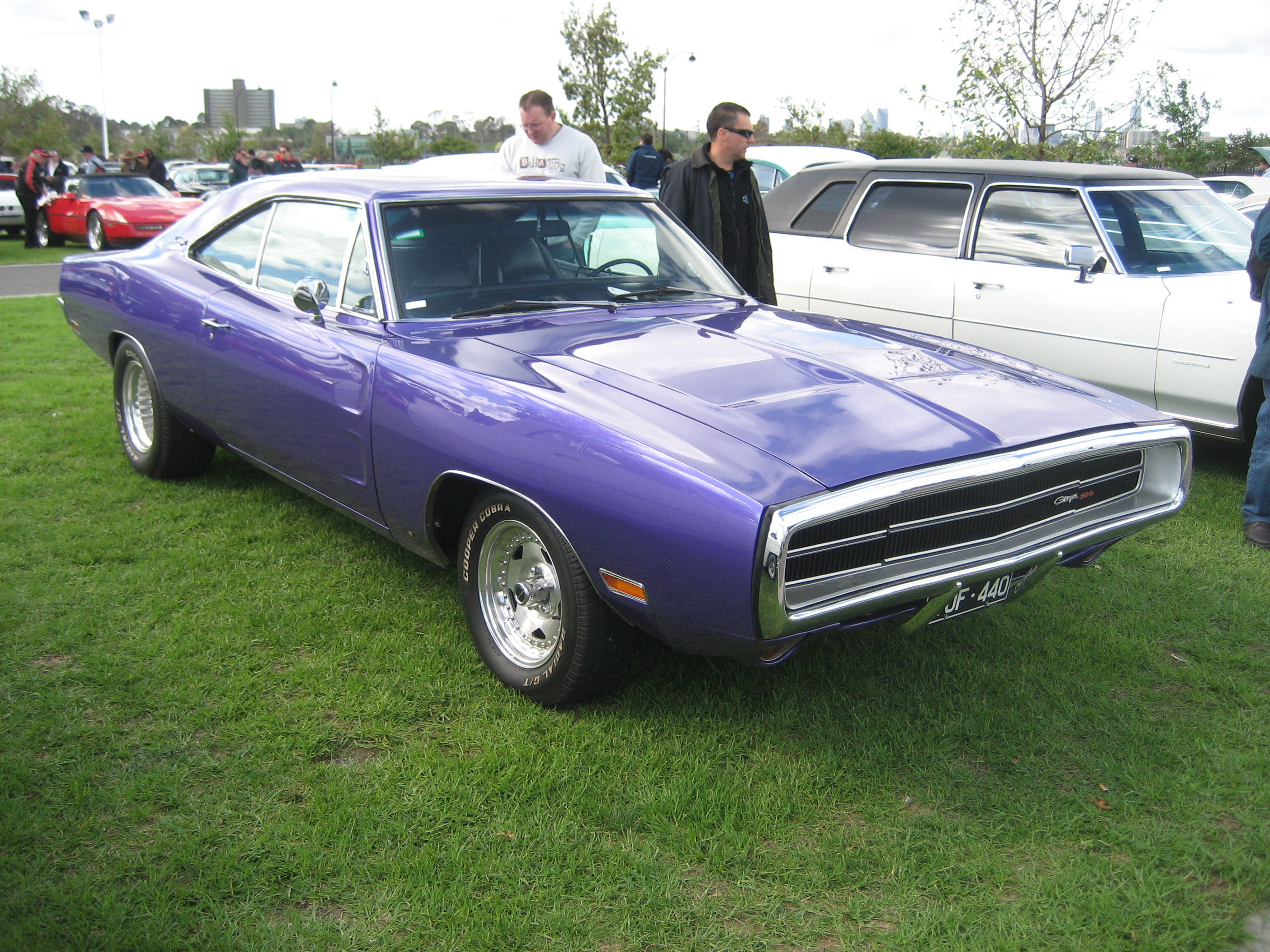
Dodge Charger 500

Він мав обходити автомобілі Ford на високошвидкісних овальних доріжках NASCAR. Інженери Dodge спробували поліпшити аеродинамічні характеристики автомобіля за рахунок невеликої зміни кузова: Charger 500 отримав плоску решітку радіатора без фар, що ховаються, і сильніший нахил заднього скла. Оригінальний прототип Dodge Charger 500 1968 був заснований на базі Dodge Charger R/T з двигуном «426 Hemi». Прототип був пофарбований у блакитний колір із білою смугою та мав білий інтер'єр.
Dodge Charger 500 пройшов попередні тести, отримав дозвіл на виробництво (greenlight) і став однією з трьох моделей введених у вересні 1968 року. Dodge Charger 500 продавався за 3482 доларів, була доступна версія з кондиціонером, за додаткову плату 357,65 доларів.
Було випущено 500 моделей Dodge Charger 500, проте лише 392 автомобіля було придбано для використання на звичайних дорогах. Інші були куплені гонщиками — їх полегшили, посилили, модифікували та перефарбували.

#### Dodge Charger Daytona

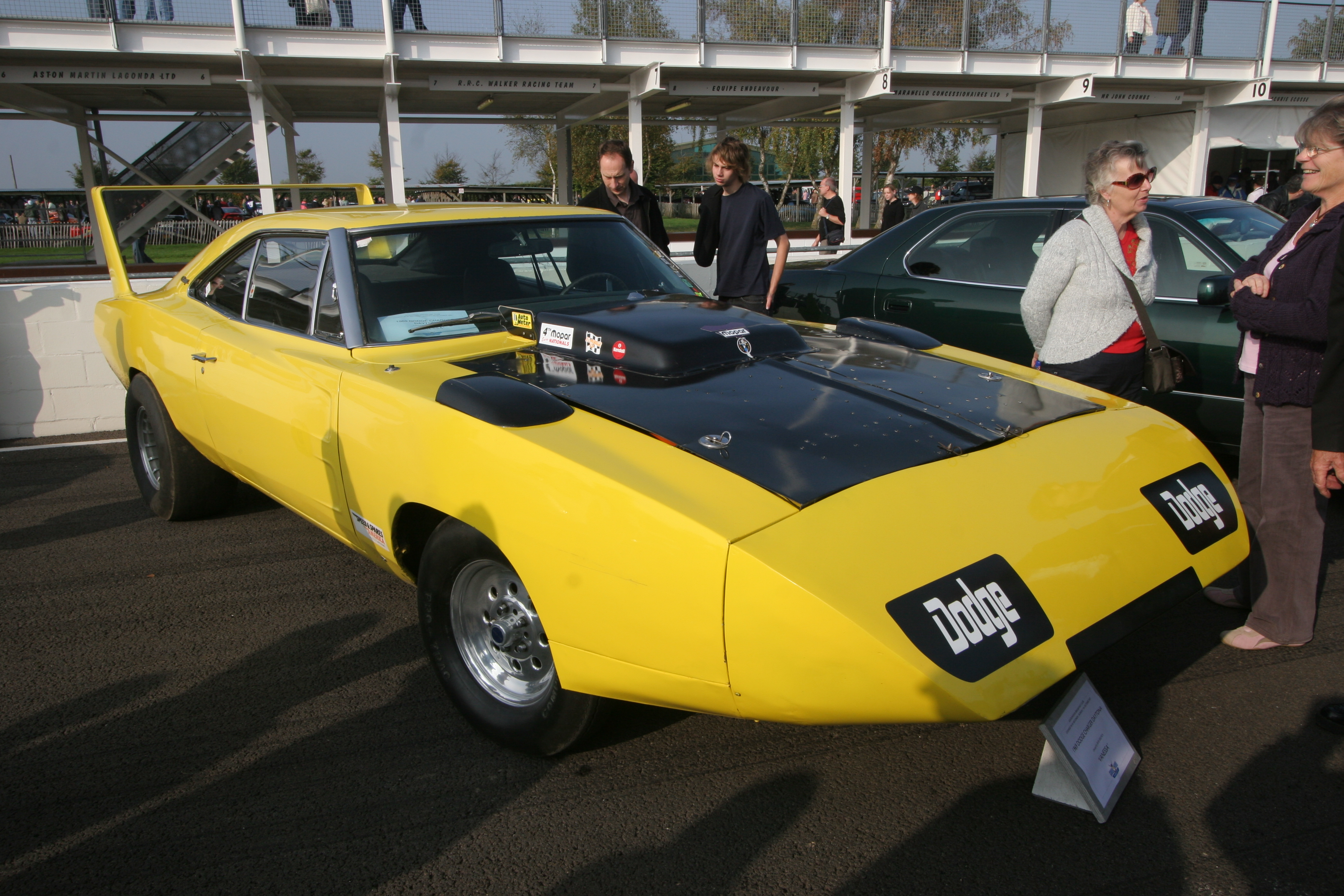
Dodge Charger Daytona 1969

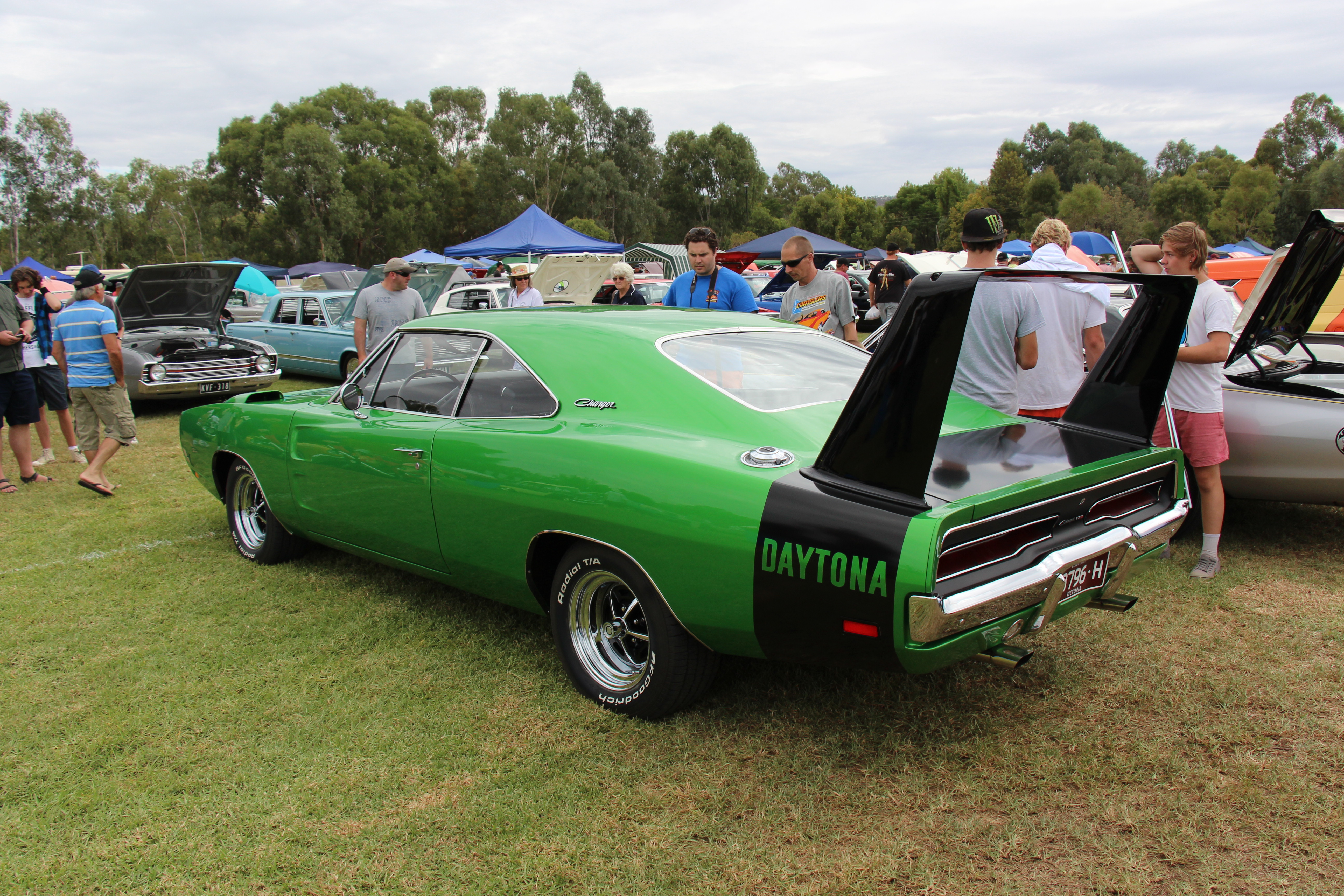
Dodge Charger Daytona 1969

Після кількох місяців досліджень і розробок, в тому числі за участю Creative Industries Inc., 13 квітня 1969 року був показаний «Dodge Charger Daytona». Через кілька годин після презентації, Dodge отримав більше 1000 замовлень, незважаючи на початкову ціну 3993 доларів.
Chrysler зробив багато спроб поліпшити аеродинаміку Dodge Charger 500, додаючи різні «носи» (за деякими даними довжиною до 23 дюймів (580 мм)). Серійний Dodge Charger Daytona отримав 18-дюймовий (460 мм) носовий обтічник. В натуральну величину макет Charger Daytona був випробуваний фірмою Lockheed-Martin. Випробування було успішним, і проект був схвалений і запущений у виробництво. Носовий обтічник був лише частиною нововведень. Daytona отримав також 23-дюймове (580 мм) високе антикрило в задній частині автомобіля. Це антикрило було закріплено болтовими з'єднаннями на задній чверті панелей і заднього облицювання. Антикрило на Dodge Charger Daytona забезпечувало автомобілю додаткову стійкість і притискну силу.
Charger Daytona був випробуваний в Челсі (штат Мічиган) на полігоні Chrysler 20 липня 1969 року. Керований Чарлі Glotzbach і Бадді Бейкером, автомобіль з невеликим чотирикамерним карбюратором показав швидкість 205 миль/год (330 км/год).
Dodge Charger Daytona випускався в декількох варіантах:
- стандартний варіант, оснащувався двигуном 7.2 л 440 Magnum з 375 к.с. (280 кВт), автоматичною трансмісією A727 Torqueflite.
- варіант Charger Daytona з двигуном 6.9 л 426 Hemi з 425 к.с. (317 кВт) і крутний момент 660 Нм.
- варіант Charger Daytona з двигуном 6.9 л 426 Hemi з 620 к.с. (460 кВт) при 6000 об/хв і обертовим моментом 840 Нм при 4700 об/хв з доплатою 648,20 долара.

Тільки 503 одиниці Dodge Charger Daytona було побудовано. З них 433 були оснащені двигуном «440 Magnum».
Всі 503 одиниці Charger Daytona побудовані на базі Charger R/T. Про це свідчить виріз під кожухом, позаду заднього сидіння, в який встановлювалося вікно на моделі R/T, але оскільки дах Daytona довший, то і виріз для її вікна робився далі, а старий виріз так і залишався просто прикритий кожухом.

### Третє покоління (1971–1974)

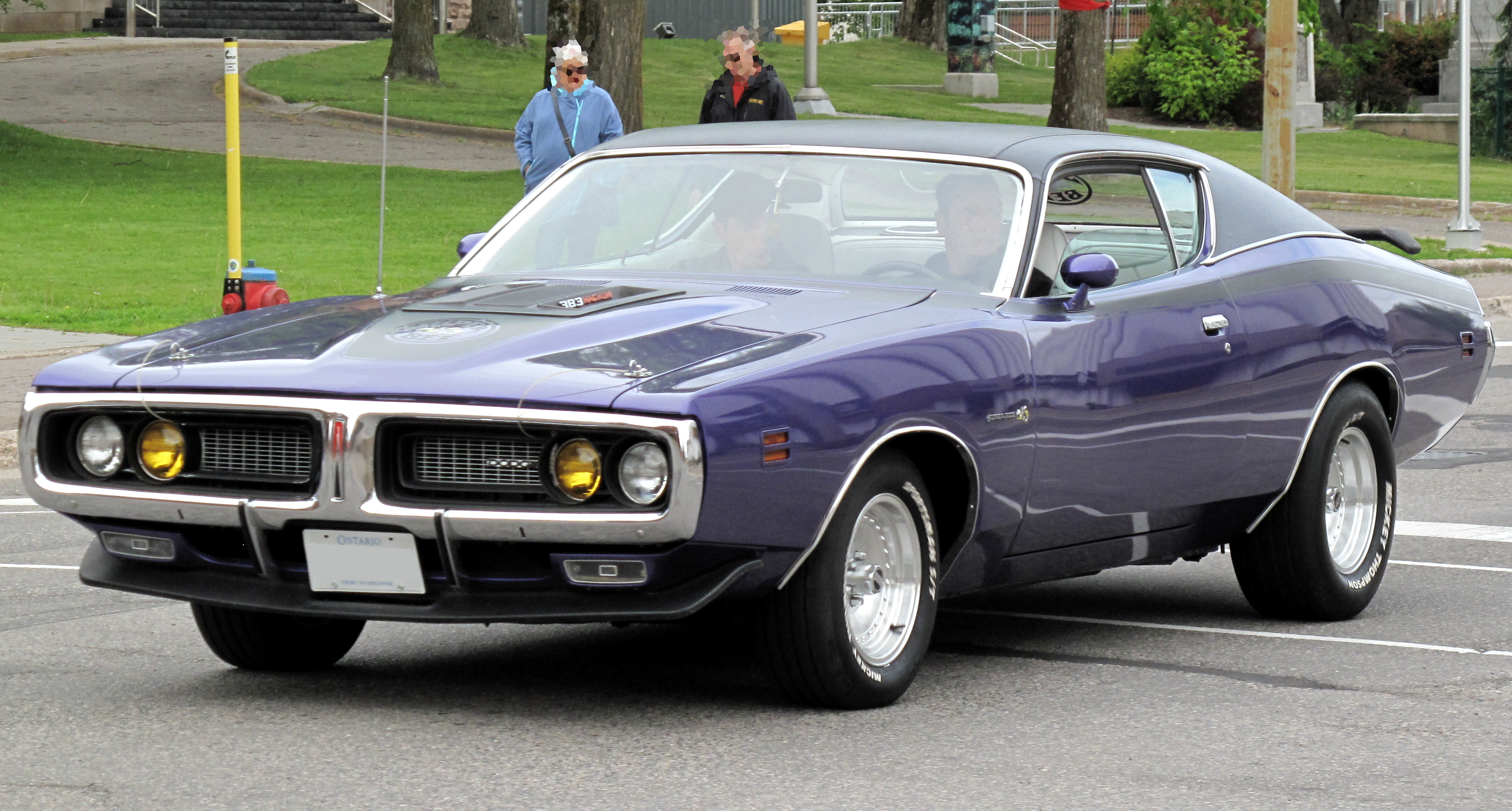
Dodge Charger 3 (1971–1974)

1971 року дебютував новий Dodge Charger третього покоління. Він був підданий повному рестайлінгу - нові роздільні грати радіатора і більш округлі форми кузова. Поворотні фари стали додатковою опцією, з'явилися в списку опцій задній спойлер і капот Ramcharger - особливий воздухозаборник прямо над повітряним фільтром. Цей пристрій вже використовувався на "Plymouth Roadrunner", "Dodge Coronet R/T" та "Dodge Super Bee", але вперше було використано на Dodge Charger.
Як і в другому поколінні випускалися модифікації Dodge Charger 500, Dodge Charger R/T і Dodge Charger SE. Версія «Dodge Charger R/T» втрачала свою популярність через вищі страхові витрати. Тільки 63 автомобілі в 1971 році були оснащені двигуном Hemi, в порівнянні з 2659 автомобілями, оснащеними іншими двигунами. Швидко зростаючі страхові ставки у поєднанні з вищими цінами на бензин знизили продаж автомобілів класу «muscle car» і 1971 став останнім роком продажів автомобілів з двигуном «Hemi 426». У 1971 році припинився продаж високоефективних двигунів «440 Six-Pack» (хоча деякі джерела заявляють, що цей двигун випускався до 1972 року).
У 1972 році R/T версії були замінені на новий «Dodge Charger Rallye». Їх можна було відрізнити від інших «Dodge Charger» 1972 по унікальному оформленню даху та прихованим фарам.
Двигуни Chrysler RB 440 V8 Magnum були доступні, але тепер вказувалася більш реалістична потужність (докладніше див. Muscle car - Зауваження про потужність двигунів). Крім того, починаючи з 1972 року, на всіх двигунах було знижено ступінь стиснення, що дозволило використовувати більш дешевий бензин «регуляр», замість бензину «преміум».
У 1973 році Dodge Charger отримав ширші бічні вікна, нові задні ліхтарі та радіаторні грати. Фари, що ховаються, більше не встановлювалися, навіть як опція. Стандартним двигуном як і раніше був "Chrysler LA 318 V8", на версії Rallye - "Chrysler LA 340 V8", як опція залишилися тільки "Chrysler 400 V8" і "Chrysler 440 V8". Відмінною рисою «Dodge Charger SE» 1973 року був новий дах у стилі «вініл» і три маленькі бічні віконця. Продаж Dodge Charger в 1973 році досяг 108,000 одиниць, що є найвищим показником за всі роки випуску Dodge Charger третього покоління.
В 1974 році відбулися незначні зміни: додані нові кольори, збільшилися розміри гумових бамперів (викликано зміною федеральних правил). Найбільша новина 1974 року полягає в тому, що двигун Chrysler 340 V8 був замінений на Chrysler 360 V8 з чотирикамерним карбюратором. Поступово «Dodge Charger», задуманий як «performance car» (категорія потужних спортивних автомобілів), перейшов у категорію «personal luxury car» — особисті розкішні автомобілі, одночасно ера «muscle car» добігла кінця, і в 1975 році «Dodge Charger» забив остаточний цвях у кришку труни "muscle car".

### Четверте покоління (1975–1978)

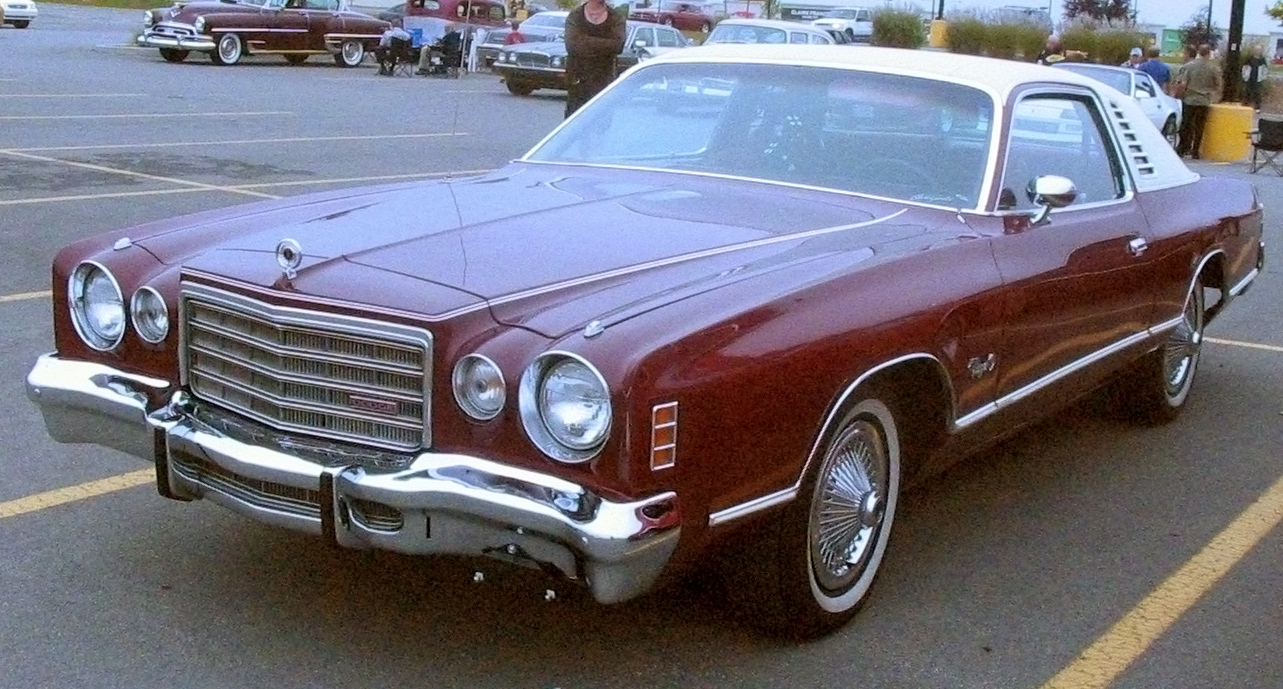
Dodge Charger 4 (1975–1978)

З 1975 року Dodge Charger використовує платформу Chrysler Cordobaruen. Dodge Charger SE (Special Edition) був єдиною моделлю, що пропонується. Він випускався з різними двигунами, починаючи від Chrysler LA 318 V8 (5,2 л) та закінчуючи Chrysler B 400 V8 (6,6 л). Стандартним двигуном став Chrysler LA 360 V8 (5,9 л). Обсяг продажів у 1975 році становив 30812. Через вкрай незграбну форму кузова, команди NASCAR були змушені використовувати кузови моделей попередніх років (зразка 1974 року).
В 1976 році модельний ряд був розширений до чотирьох моделей - базова, Charger Sport, Charger SE і Charger Daytona. Продажі пішли вгору – 65900 машин у 1976 році. У 1977 році базова модель та Charger Sport були зняті з виробництва. Продаж впав до 36204 шт. У 1978 році було виготовлено лише близько 2800 Dodge Charger (ймовірно з запасів, що залишилися 1977 року), після чого він був замінений на Dodge Magnum.

### Двигуни
- 3.7 л I6
- 5.2 л V8
- 5.6 л V8
- 5.9 л V8
- 6.3 л V8
- 6.6 л V8
- 7.0 л V8
- 7.2 л V8

## Dodge Charger (L-body)

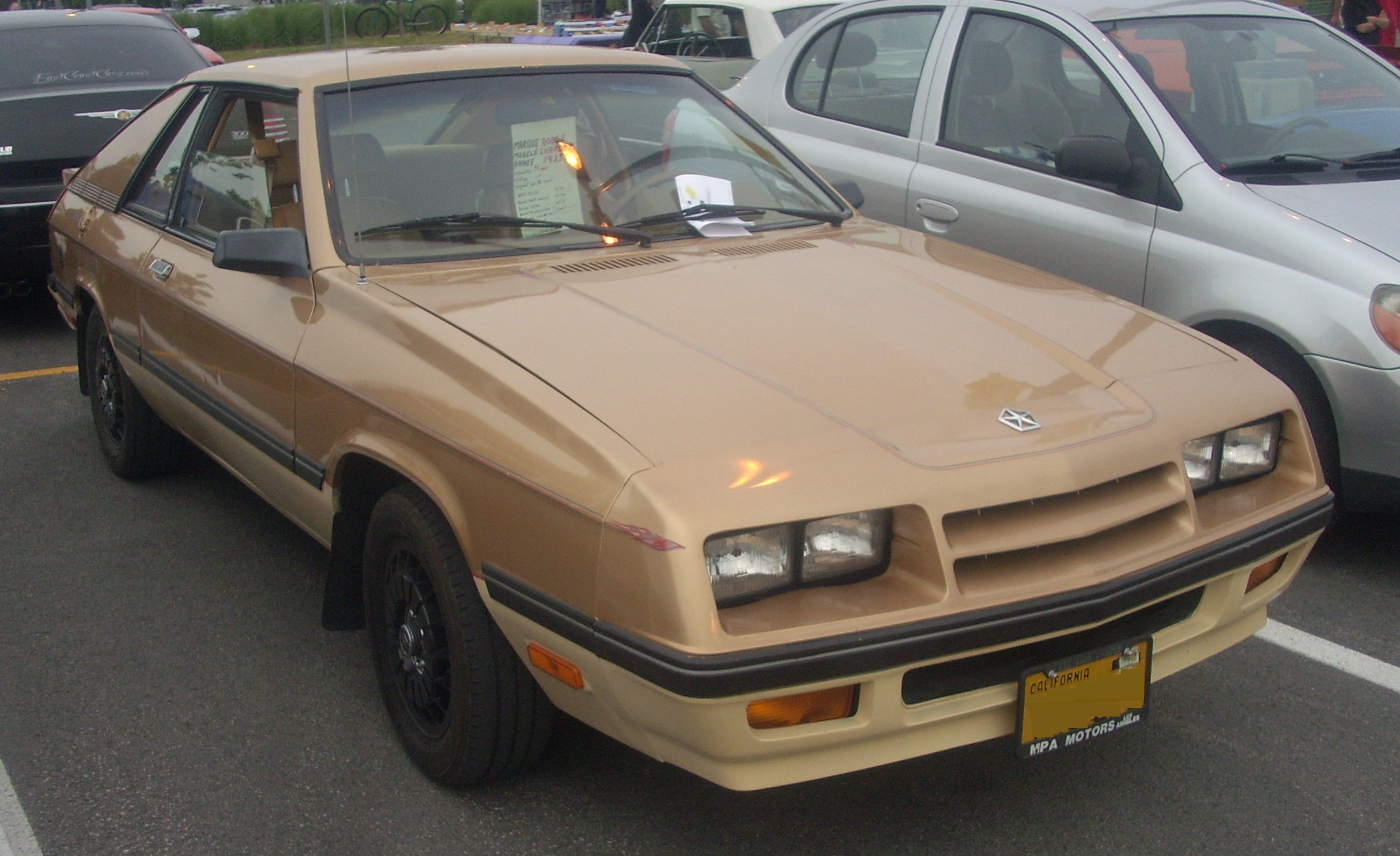
Dodge Charger (1983–1987)

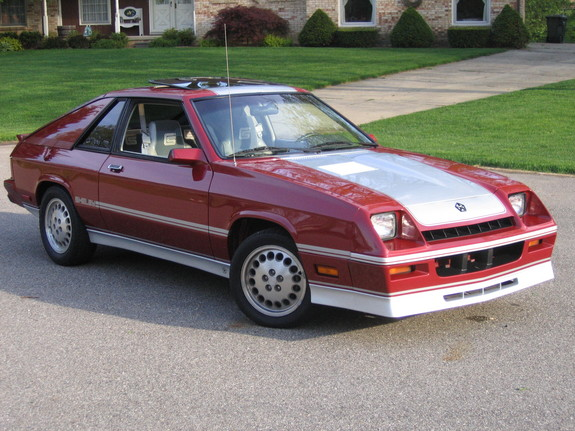
Shelby Charger (1983–1987)

З 1983 по 1987 роки компанія Dodge під ім'ям Charger продавала передньопривідні компактні автомобілі на базі Dodge Omni.
Найпотужніша версія отримала власне ім'я Shelby Charger.

### Двигуни
- 1.6 л Peugeot 6J I4
- 1.7 л VW EA827 I4
- 2.2 л K I4
- 2.2 л Turbo I I4
- 2.2 л Turbo II I4

## Dodge Charger (LX, 2005–2010)

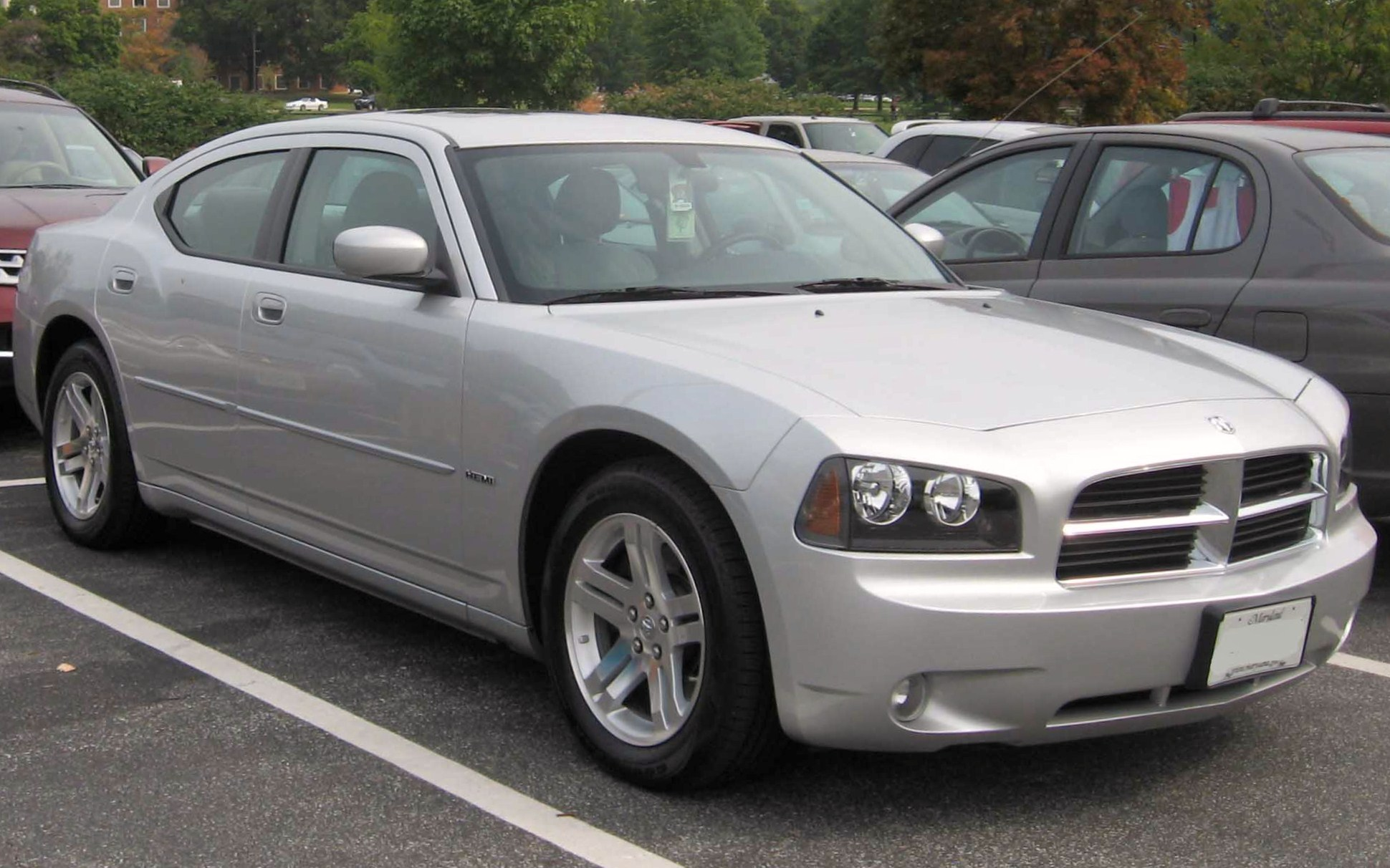
Dodge Charger RT (2005-2010)

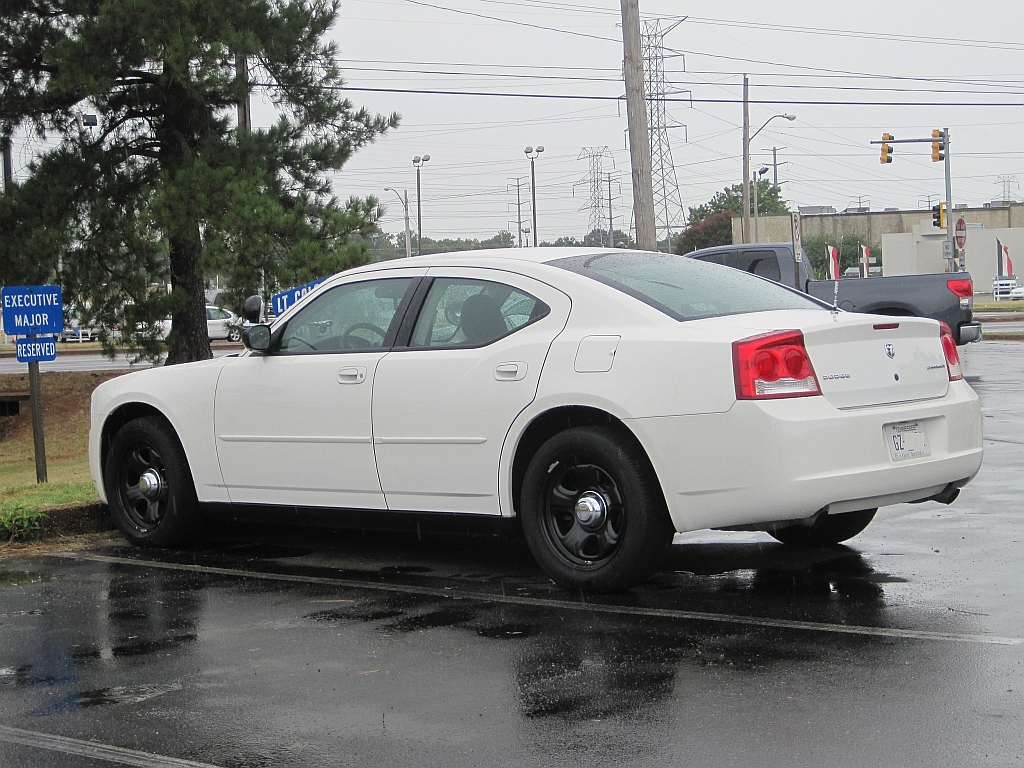
Dodge Charger (2005-2010)

У лютому 2005 року відбулося повернення культового автомобіля Dodge Charger LX на задньоприводній платформі Chrysler LX platform з компонентами Mercedes-Benz W210, в тому числі конструкція задньої підвіски, передні сидіння, рульова колонка, дизайн 5-ступінчастої автоматичної коробки передач, а також повнопривідна система 4Matic. Dodge Charger також оснащувався передньою підвіскою на подвійних поперечних важелях від Mercedes-Benz S-Клас W220. 
Автомобіль був створений, щоб продовжити лінію Dodge Charger, а також замінити Dodge Intrepid. Dodge Charger LX це повнорозмірний чотиридверний задньопривідний седан. Він поділяє платформу з Chrysler 300С, Dodge Challenger, Dodge Magnum.
Інтер'єр нового автомобіля майже ідентичний інтер'єру Dodge Magnum. Новий Charger випускається тільки як 4-х дверний седан, що розчарувало багатьох шанувальників 2-х дверного купе. Виробництво знаходиться на заводі Крайслер в Бремптон, Канада.

### Charger SRT8  (2005-2010)

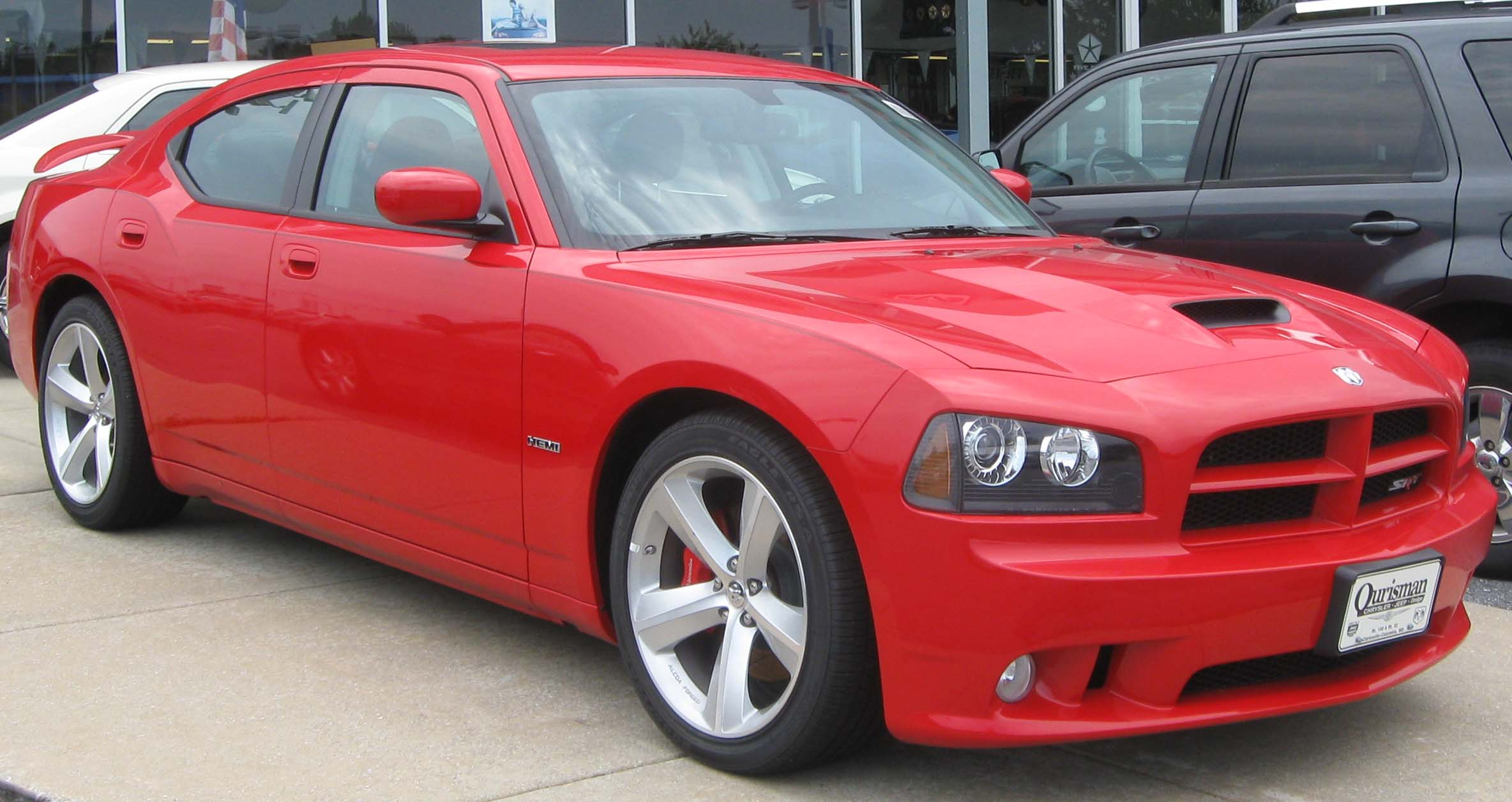
Dodge Charger SRT-8 (2005-2010)

На Міжнародному автосалоні в Нью-Йорку 2005 року була представлена версія Dodge Charger SRT-8 з найпотужнішим двигуном, який коли-небудь Крайслер встановлював на серійні автомобілі - Hemi V8, 6,1 л, 431 к.с.

### Двигуни
- SE: 2,7 л V6, потужністю 132 кВт (180 к.с.) / 257 Нм
- SXT: 3,5 л V6, потужністю 186 кВт (253 к.с.) / 339 Нм
- R/T: 5.7 л Hemi V8, потужністю 254 кВт (345 к.с.) / 475 Нм
- Daytona R/T: 5.7 л Hemi V8, потужністю 261 кВт (355 к.с.) / 529 Нм
- R/T Plus: 5,7 л Hemi V8, потужністю 274 кВт (373 к.с.) / 535 Нм
- SRT8: 6,1 л Hemi V8, потужністю 317 кВт (431 к.с.) / 569 Нм

## Dodge Charger (LD, 2010-2023)

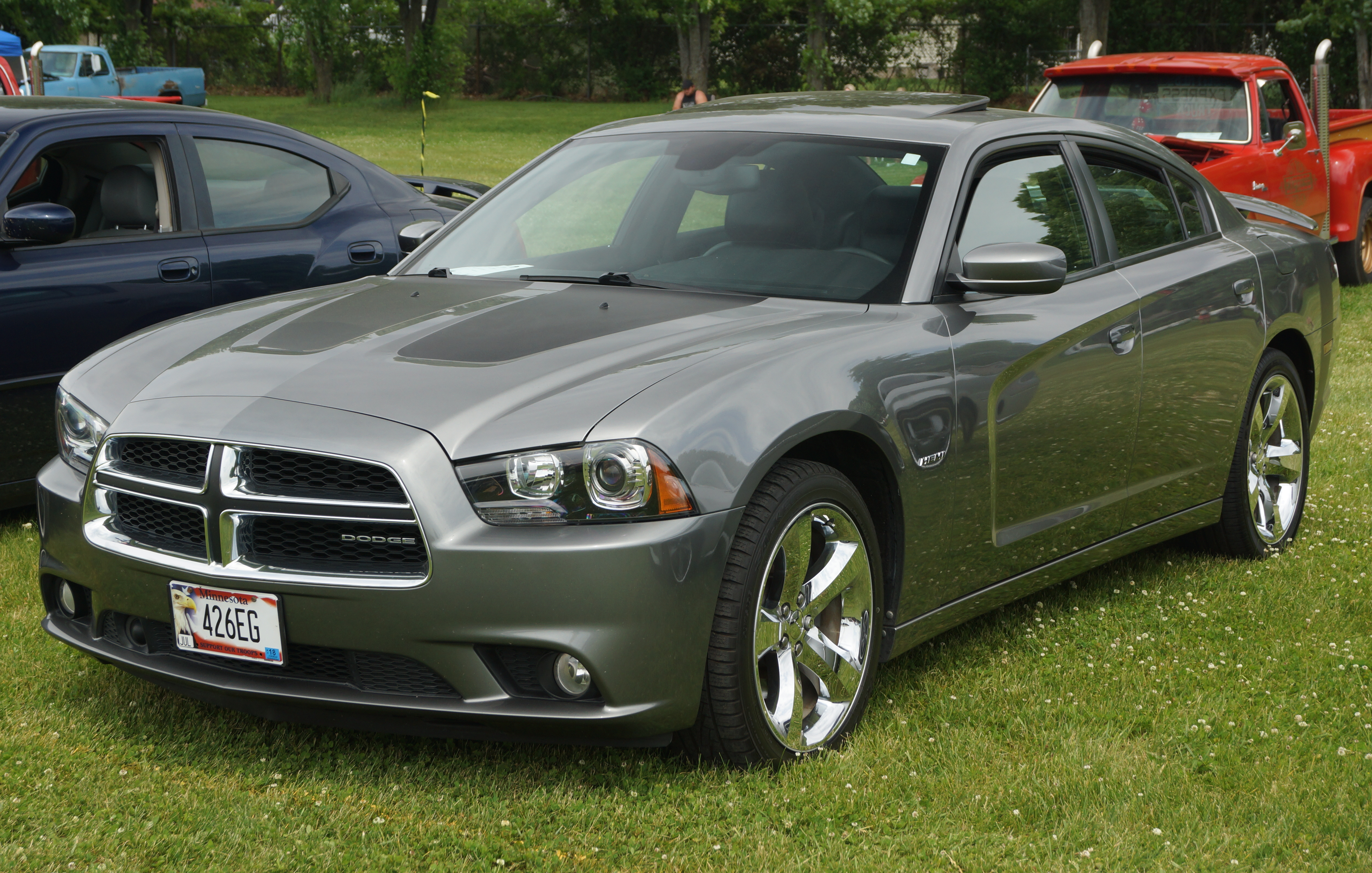
Dodge Charger (2010-2015)

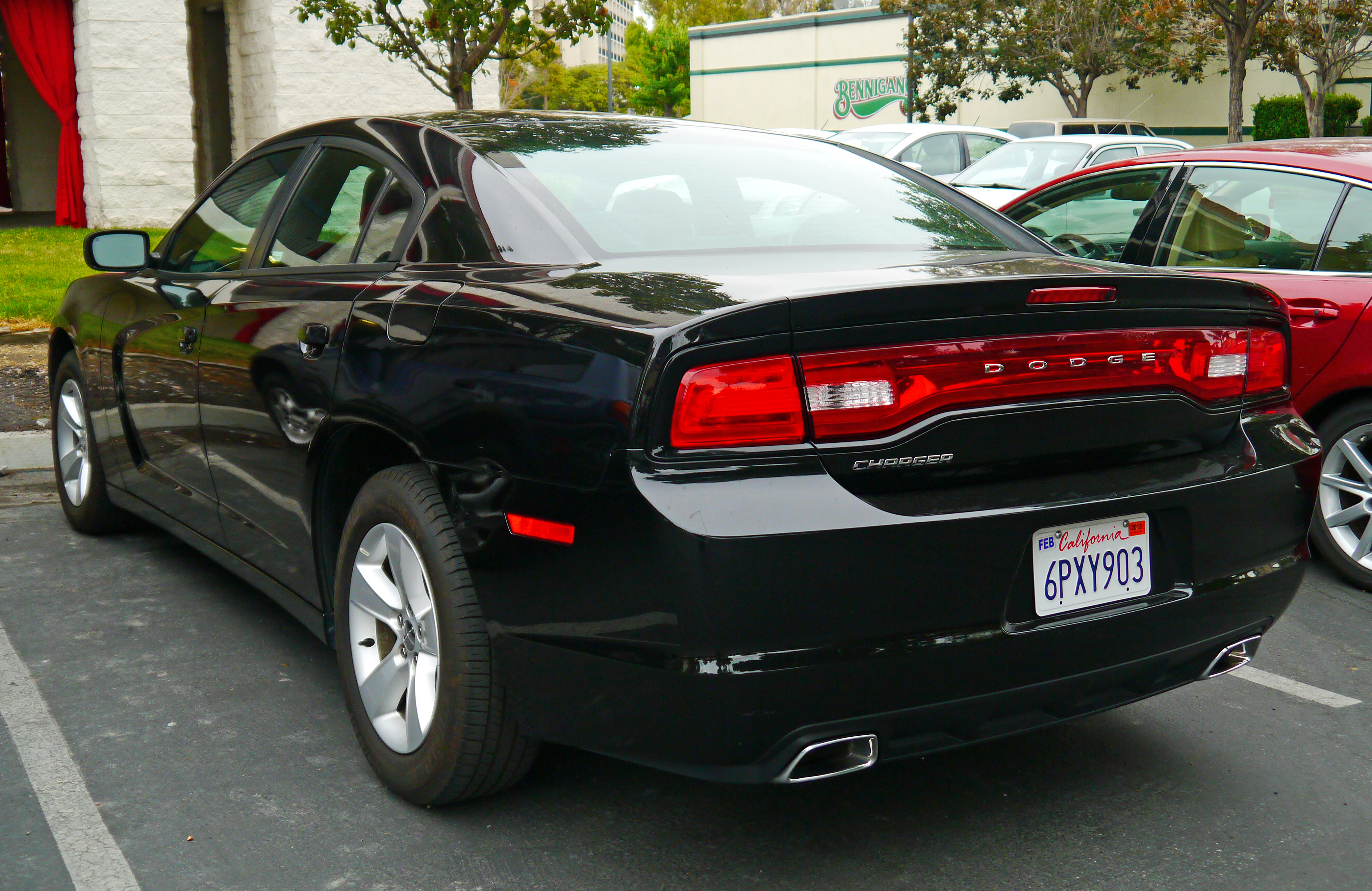
Dodge Charger (2010-2015)

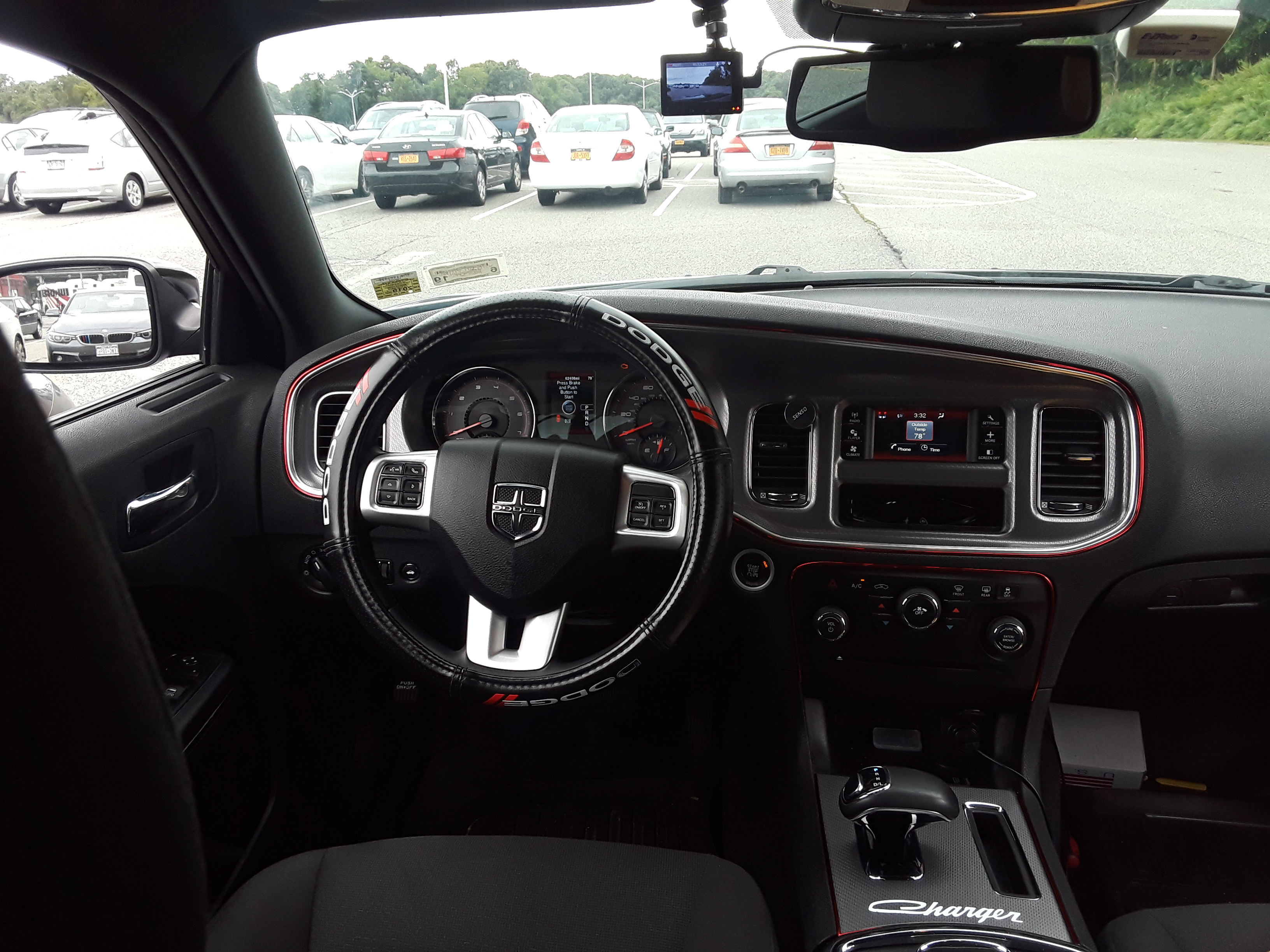

У 2010 році представлено нове покоління Dodge Charger LD зі зміненим кузовом, оснащенням і двигунами, узявши деякі стильові вирішення моделей 1968-1970 років. Автомобіль оснащений абсолютно новим кузовом з новою решіткою радіатора, фарами і капотом, модифікованими задніми вогнями у вінтажному стилі та новою панеллю приладів. Срібні алюмінієві колеса стали стандартним обладнанням.
Автомобіль збудований на платформі Chrysler LD platform. Це повністю перероблена та оновлена платформа, але тісно пов'язана з оригінальною Chrysler LX platform.

### Двигуни
- SE/SXT/RALLYE: 3.6 л Pentastar V6 292 к.с.
- R/T: 5.7 л EZD HEMI V8 370 к.с.
- SRT8: 6.4 л ESG HEMI V8 470 к.с.
- SRT 392: 6.4 л ESG HEMI V8 485 к.с.
- SRT Hellcat: 6.2 л Hellcat V8 707 к.с.
- SRT Hellcat Redeye Widebody: 6.2 л. Hellcat V8 808 к.с.

#### Charger SRT8 (2012-2015)

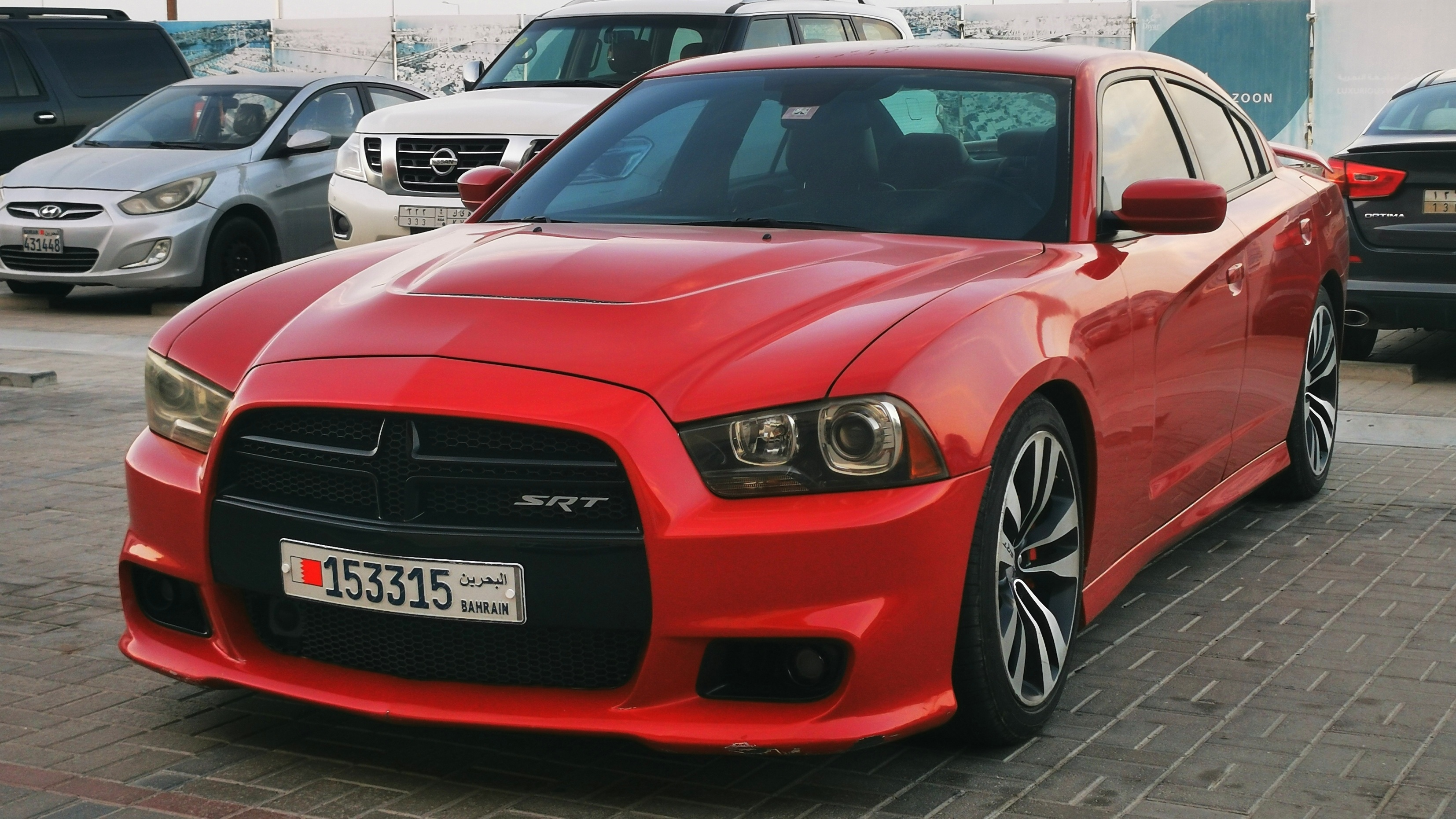
Dodge Charger SRT-8 (2012-2015)

У 2012 році запущений у виробництво 465-сильний чотиридверний Charger SRT8 з двигуном HEMI 6,4 літрів V8. Час розгону від 0 до 60 миль в годину — 4 секунди. Автомобіль оснащено п'ятишвидкісною автоматичною трансмісією W5A580.

### 2015-2023

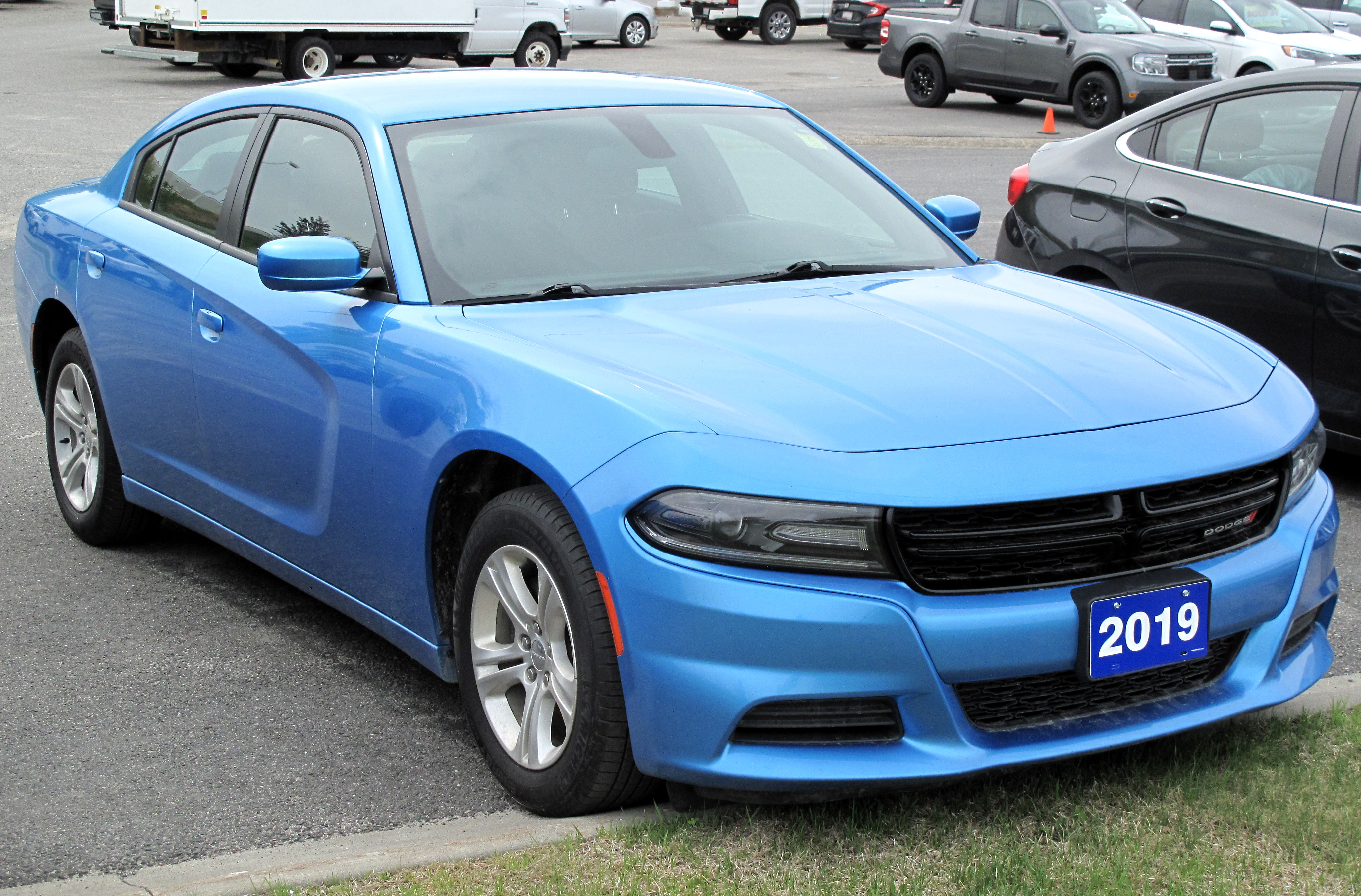
Dodge Charger (з 2015)

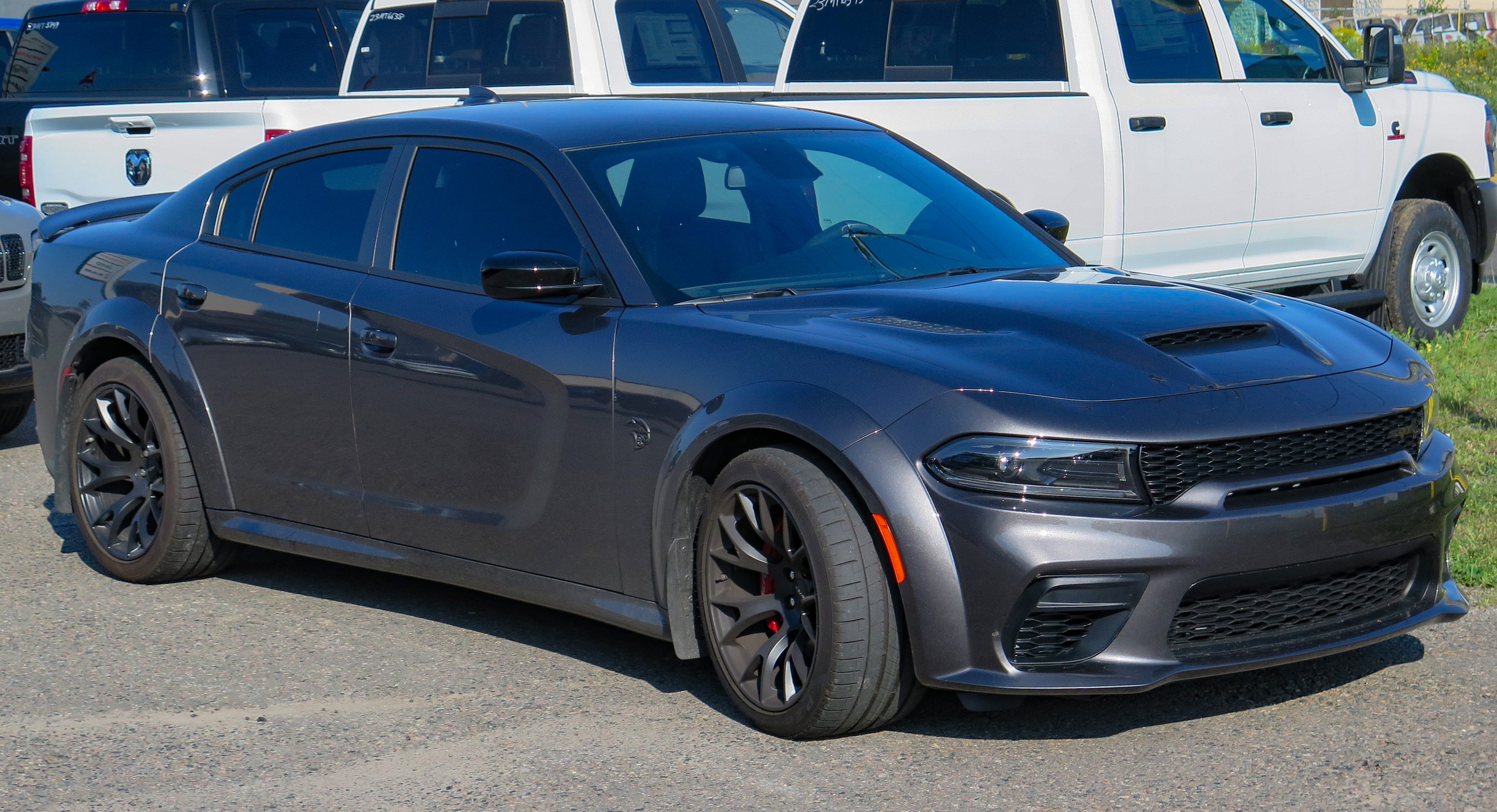
Dodge Charger SRT Hellcat (з 2017)

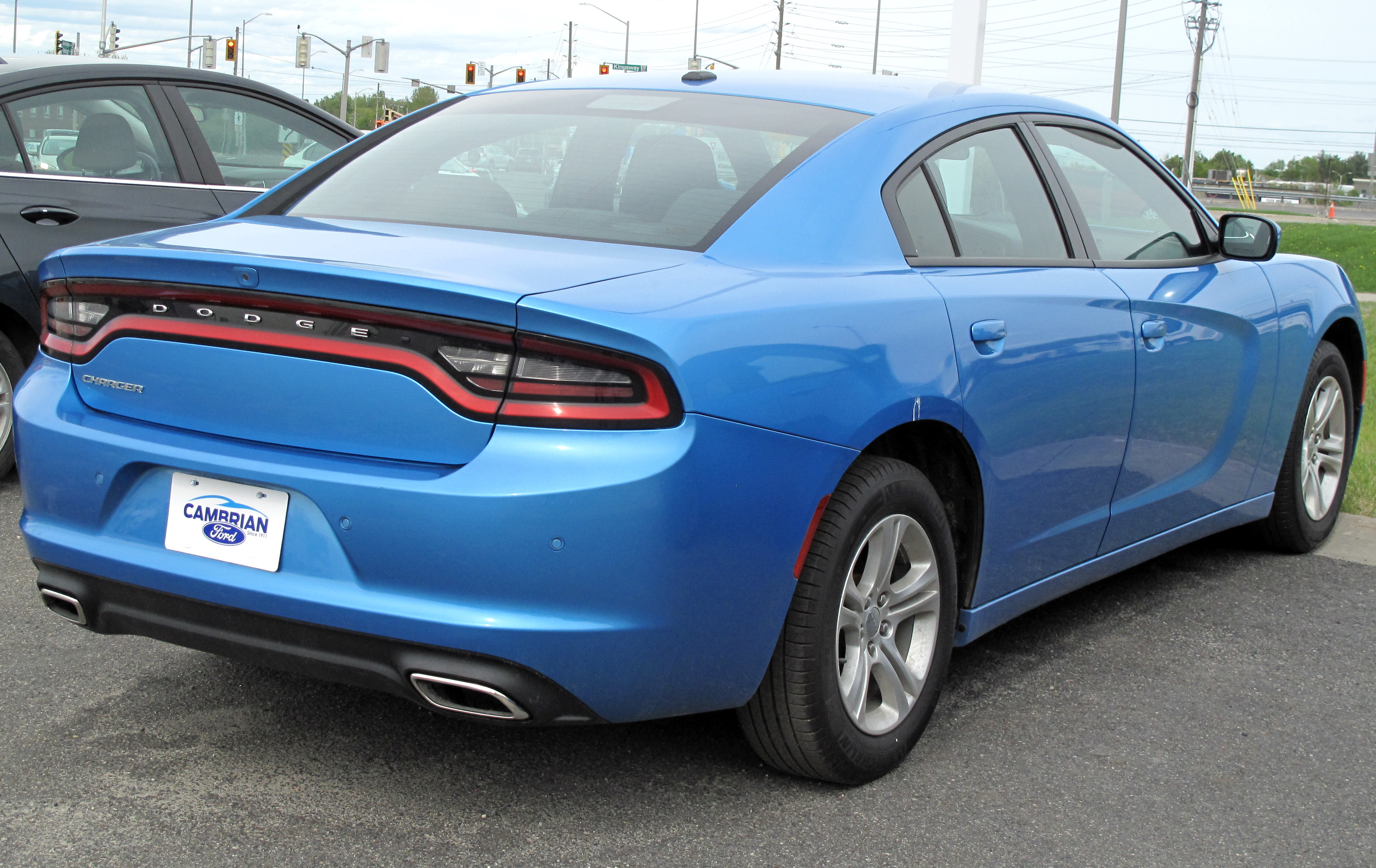

В 2015 році Dodge Charger LX модернізували, змінивши передні фари і решітку радіатора, тож, до 2016 року були зроблені лише мінімальні оновлення. З’явилися доповнення у комплектаціях: пакет Super Track Pak надає покращення параметрів ходової частини для більшої динаміки на гоночних треках. Ця опція передбачена у версії SXT із двигуном V6, та деякий час, буде доступна для версії Plum Crazy. Charger 2016 року доступний з 4-ма варіантами двигунів. Базовий, присутній у комплектаціях SE та SXT, досить ефективний двигун V6 3,6 л., потужністю 292 к.с. характеризується щедрою продуктивністю, яка підходить майже кожному. Наступним є Hemi V8 5,7 л., потужністю 370 к.с., який застосований у версіях R/T та R/T Road & Track. Далі, розташований двигун Hemi 6,4 л., потужністю 475 к.с., створений для версій R/T Scat Pack та SRT 392. У будь-якому випадку, трансмісія буде 8-ступеневою автоматичною.
У 2021 році Dodge Charger отримав нову топову комплектацію SRT Hellcat Redeye. У цій версії автомобіль оснащений 797-сильним двигуном V8 об'ємом 6,2 л. У такій комплектації Чарджер розганяється до 100 км/год за 3,6 секунди. Максимальна швидкість Dodge Charger SRT Hellcat Redeye складає 327 км/год.  

Dodge завершує виробництво бензинового Charger у 2023 році та відзначає цю подію спеціальними версіями Super Bee, Swinger і King Daytona.

## Dodge Charger Daytona (з 2024)

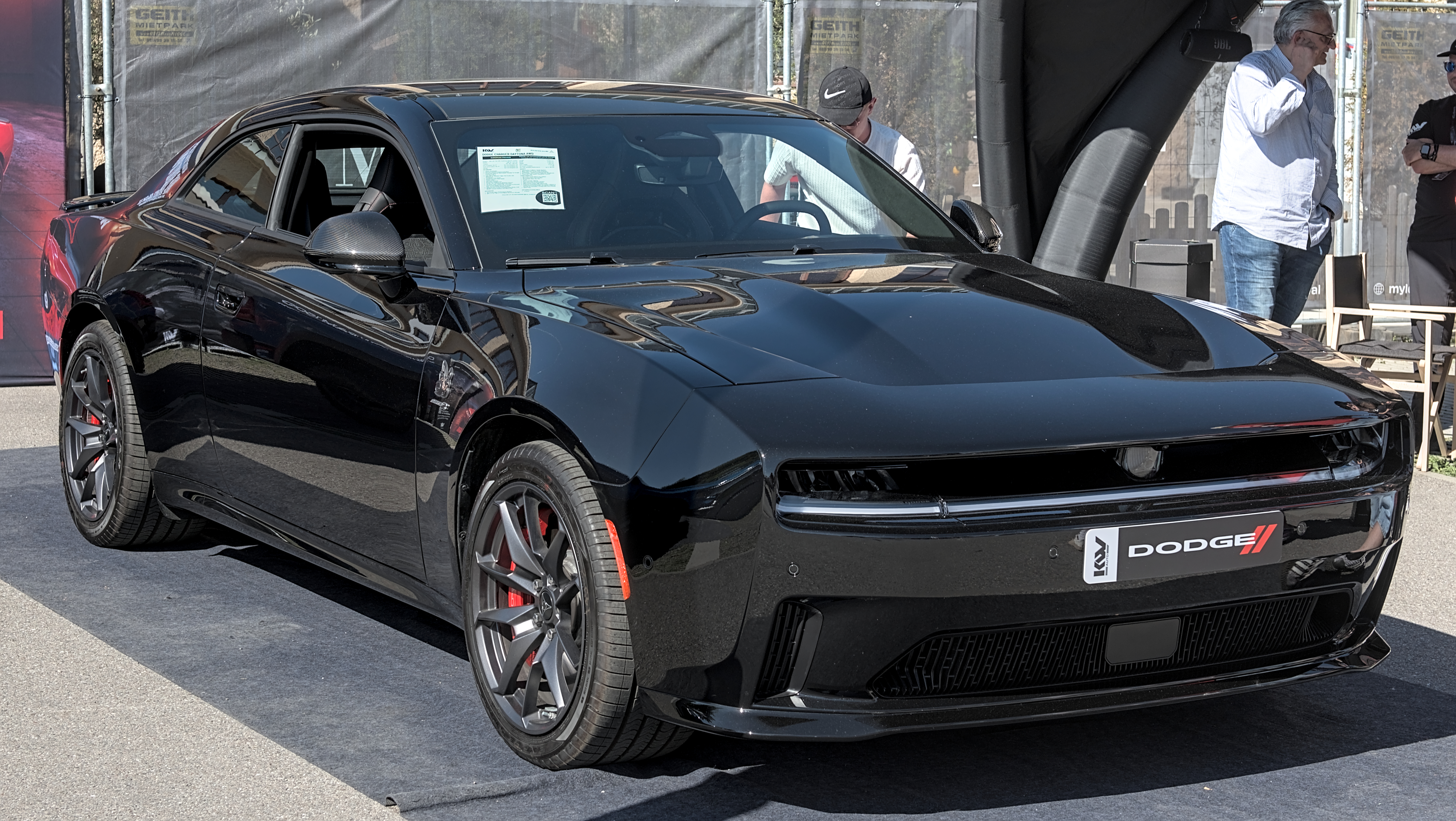
Dodge Charger Daytona

Charger Daytona SRT — це купе, яке було представлено як концепт у серпні 2022 року. За словами Dodge, воно надійде в продаж у 2024 році. 
12 січня 2024 року компанія Dodge опублікувала фотографії Charger восьмого покоління у своєму Instagram. Він був підписаний "Заборонено використовувати камери та пристрої для запису". Була показана передсерійна версія з моделями 2025, які будуть доступні наприкінці 2024 року.  Вона буде доступна з 3,0-літровим рядним шестициліндровим двигуном Hurricane з подвійним турбонаддувом і електричним двигуном.

Charger восьмого покоління було представлено 5 березня 2024 року.

## Бразильський варіант

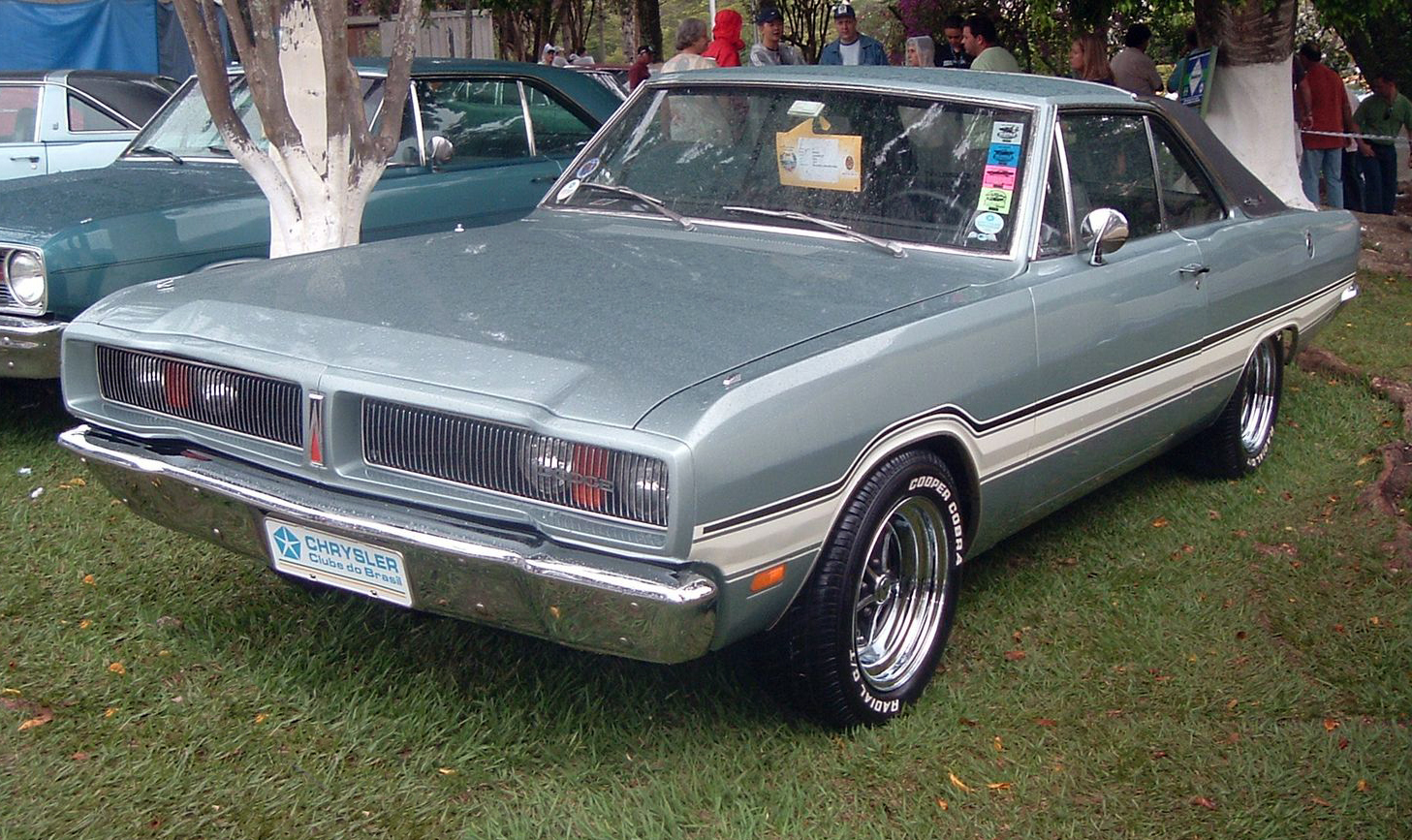
Dodge Charger R/T

З листопада 1970 року, Chrysler представив зарядні Charger LS і Charger R/T побудовані на основі місцевих бразильських купе Dart Dodge. Обидві моделі були оснащені 5,2-літровим V8 (318 CUI) від седана, але замість 201 к.с. видавав 208 к.с. (в LS), а з подвійним вихлопом — 218 к.с. (в R/T). В LS було три швидкості, R/T комплектувався чотирьох-ступінчастою механічною коробкою передач.
У 1980 році виробництво Charger R/T припинено.

## Автоспорт
В 1966 році Dodge Charger взяв участь в NASCAR. Але машина мала велику підйомну силу на задній осі, що зробило її дуже нестійкою на швидких треках. Підйомна сила виникала тому, що повітря рухалося швидше над верхньою частиною автомобіля, ніж під автомобілем, в результаті чого кузов автомобіля діяв подібно крилу літака. Водії пізніше стверджували, що «це було схоже на рух на льоду». Для того щоб розв'язати цю проблему, Dodge встановив невеликий спойлер на кришці багажника, який поліпшив поведінку автомобіля на швидкості вище 240 км/год. Девід Пірсон за кермом Cotten Овенс Charger № 6 в сезоні NASCAR 1966 фінішував першим 14 разів.

## Продажі
| рік  | США     | Канада | Мексика |
| ---- | ------- | ------ | ------- |
| 2005 | 44,804  | 2,919  |         |
| 2006 | 114,201 | 7,440  |         |
| 2007 | 119,289 | 7,858  |         |
| 2008 | 97,367  | 6,675  | 3,397   |
| 2009 | 60,651  | 4,861  | 480     |
| 2010 | 75,397  | 4,662  | 863     |
| 2011 | 70,089  | 4,137  | 820     |
| 2012 | 82,592  | 4,058  | 895     |
| 2013 | 98,336  | 4,588  | 586     |
| 2014 | 94,099  | 3,704  |         |
| 2015 | 94,725  | 4,518  |         |
| 2016 | 95,437  | 3,738  |         |
| 2017 | 88,351  | 4,862  |         |
| 2018 | 80,226  | 4,918  |         |
| 2019 | 96,935  | 3,425  |         |